# Marguerite Moreno
Marguerite Moreno   (9è districte de París i París, 15 de setembre de 1871 - Tosac, 14 de juliol de 1948) va ser una actriu francesa de teatre i cinema, membre de la Comédie-Française entre 1890 i 1903. Va ser una de les grans actrius de la seva època, famosa pels seus papers de "dones amb caràcter". Va viure un temps a Buenos Aires, on va fundar un conservatori (1907)
La seva última representació fou La folle de Chaillot, de Jean Giraudoux, dirigida per Louis Jouvet.

## Filmografia destacada
- Dans une île perdue (1931)
- La Dame de pique (1937)
- Les Misérables (1934)